# 鉄道勇助
鉄道勇助（てつどうゆうすけ）は桂梅團治 (4代目)による新作落語の演目。

## 概要
上方落語の演目『鉄砲勇助』の嘘が鉄道に関する内容になっている。

## あらすじ
「ちょちょちょちょっと聞いて！。たった今、そこの線路不通になった！！」
「またかいな。ほんまよく止まる電車やな。ほんならまたなんかいな、人身事故でもあったんかいな」
「えぇ！？人身事故があったんですか！？」
「いや、あったんですかって今お前が…」
「私そんなこと言うてしまへんで。」
「いや、お前言うた…」
「いや、私が言うたんね、普通が行ったと言うただけですよ」
という掛け合いから始まりミステリー列車に乗っただの、北海道に蒸気機関車に乗りに行っただの、ブルートレインに乗っただのとほら話を延々と繰り返す内容になっている。鉄道に関する知識がなくても十分に楽しめる内容となっている。